# Valentine Moghadam
Valentine Moghadam (Teherán, 1952) es una académica feminista, socióloga cuya obra se focaliza en la mujer de Medio Oriente y en la mujer y la globalización.
Obtuvo su Bachelor of Arts de la Universidad de Waterloo y su doctorado en 1986 en la Universidad Americana.
Funcionaria de la UNESCO para la igualdad de género, directora del programa de Estudios de la Mujer en la Universidad Purdue, ha trabajado en la Universidad Estatal de Illinois, el Centro Internacional para Académicos Woodrow Wilson, la Universidad de Naciones Unidas, la Universidad de Helsinki y la Universidad Rutgers.